# مقاطعة رانسوم (داكوتا الشمالية)
رانسوم (بالإنجليزية: Ransom)‏ هي إحدى مقاطعات ولاية داكوتا الشمالية في الولايات المتحدة الأمريكية.